# Nusa inornata
Nusa inornata är en tvåvingeart som först beskrevs av Friedrich Hermann Loew 1851.  Nusa inornata ingår i släktet Nusa och familjen rovflugor. Inga underarter finns listade i Catalogue of Life.